# Шаян (Байдибекский район)
Шаян (каз. Шаян) — село в Туркестанской области Казахстана. . Код КАТО — 513630100. Находится на реке Шаян.
В селе Шаян находится средняя школа имени Мухтара Ауэзова и мечеть медресе Аппак Ишана, построенная в 19 веке.

## Население
В 1999 году население села составляло 7763 человека (3819 мужчин и 3944 женщины). По данным переписи 2009 года, в селе проживало 8510 человек (4204 мужчины и 4306 женщин).
На начало 2019 года население села составило 7452 человека (3946 мужчин и 3506 женщин).